# Lettiska nationella självständighetsrörelsen
Lettiska nationella självständighetsrörelsen (lettiska: Latvijas Nacionālās Neatkarības Kustība, LNNK) var en politisk organisation i Lettland från 1988 till mitten av 1990-talet. LNNK betraktades som den radikala grenen av den lettiska självständighetsrörelsen. Efter självständigheten omformades LNNK till Nationalkonservativa partiet. I början av 1990-talet var LNNK ett framgångsrikt oppositionsparti, men efter att ha förlorat hälften av sina mandat i parlamentsvalet 1995 valde de att gå samman med Fosterland och frihet som lade till förkortningen LNNK till sitt namn. Idag återfinns förkortningen, och resterna av organisationen, i Nationella alliansen.